# Kalibuaya
Kalibuaya is een bestuurslaag in het regentschap Karawang van de provincie West-Java, Indonesië. Kalibuaya telt 4303 inwoners (volkstelling 2010).